# Người Slav
Người Slav hay Slavơ là những nhóm người nói ngữ tộc Slav. Người Slav phân bố về mặt địa lý trên khắp các vùng phía bắc của lục địa Á-Âu; họ chủ yếu sinh sống ở Trung Âu, Đông Âu, Đông Nam Âu và Bắc Á, mặc dù có một nhóm thiểu số Slav lớn rải rác trên khắp các quốc gia Baltic và Trung Á, và một cộng đồng người Slav di cư đáng kể ở châu Mỹ, Tây Âu và Bắc Âu.
Người Slav Sơ Khai sống trong Giai đoạn Di cư và Sơ kỳ Trung Cổ (khoảng từ thế kỷ thứ 5 đến thế kỷ thứ 10 sau Công nguyên), và đã kiểm soát phần lớn Trung, Đông và Đông Nam Âu giữa thế kỷ thứ sáu và thế kỷ thứ bảy. Bắt đầu từ thế kỷ thứ 7, họ dần dần theo Cơ Đốc giáo. Đến thế kỷ 12, họ đã hình thành nên nhóm dân cư cốt lõi của một số quốc gia Cơ Đốc giáo thời trung cổ: người Slav Đông ở Kievan Rus', người Slav Nam ở Đế chế Bulgaria, Công quốc Serbia, Công quốc Croatia và Banate Bosnia, và người Slav Tây ở Công quốc Nitra, Đại Moravia, Công quốc Bohemia, và Vương quốc Ba Lan.
Bắt đầu từ giữa thế kỷ 19, một phong trào toàn Slav đã nhấn mạnh đến di sản chung và sự thống nhất của tất cả các dân tộc Slav. Trọng tâm chính của phong trào này là ở Balkan, trong khi Đế chế Nga lại phản đối phong trào này.
Các ngôn ngữ Slav thuộc nhánh Balt-Slav của ngữ hệ Ấn-Âu. Người Slav ngày nay được phân loại thành ba nhóm:
- Người Slav Tây (Người Séc, Người Kashub, Người Ba Lan, Người Silesia, Người Slovak và Người Sorb);
- Người Slav Đông (Người Belarus, Người Nga, Người Rusyn và Người Ukraina);
- Người Slav Nam (Người Bosnia, Người Bulgaria, Người Croatia, Người Gorani, Người Macedonia, Người Montenegro, Người Serb và Người Slovenia).

Mặc dù phần lớn người Slav là người Kitô giáo, một số nhóm, chẳng hạn như người Bosniak, chủ yếu tự nhận mình là người Hồi giáo. Các quốc gia và nhóm dân tộc Slav hiện đại rất đa dạng, cả về mặt di truyền và văn hóa, và mối quan hệ giữa họ có thể dao động từ "sự đoàn kết dân tộc đến cảm giác thù địch lẫn nhau" — ngay cả trong các nhóm lẻ.

## Từ nguyên
Lần đề cập sớm nhất về tộc danh Slav là từ thế kỷ thứ 6 sau Công nguyên, khi Procopius, viết bằng tiếng Hy Lạp Trung Đại, đã sử dụng nhiều hình thức khác nhau như Sklaboi (Σκλάβοι), Sklabēnoi (Σκλαβηνοί), Sklauenoi (Σκλαυηνοί), Sthlabenoi (Σθλαβηνοί), hoặc Sklabinoi (Σκλαβῖνοι), và người đương thời của ông Jordanes đề cập đến Sclaveni trong tiếng Latin. Các tài liệu lâu đời nhất được viết bằng tiếng Slav Giáo hội Cổ, có niên đại từ thế kỷ thứ 9, chứng thực tên tự đặt là Slověne (Словѣне). Những hình thức đó chỉ trở lại một từ tự chủ Slav, có thể được tái tạo trong tiếng Slav nguyên thủy là *Slověninъ, số nhiều là Slověne.
Từ tự chủ được xây dựng lại *Slověninъ thường được coi là một sự bắt nguồn từ slovo ("từ"), ban đầu có nghĩa là "những người nói (cùng một ngôn ngữ)", nghĩa là "những người hiểu nhau", trái ngược với từ Slav có nghĩa là "người Đức", cụ thể là *němьcь, có nghĩa là "những người im lặng, câm lặng" (từ tiếng Slav *němъ "câm lặng, lẩm bẩm"). Từ slovo ("từ") và từ slava ("vinh quang, danh tiếng") và sluh ("nghe") có liên quan bắt nguồn từ gốc Proto-Indo-European *ḱlew- ("được nói đến, vinh quang"), cùng nguồn gốc với tiếng Hy Lạp cổ κλέος (Bản mẫu:Grc-tr "danh tiếng"), như trong tên Pericles, tiếng Latin là clueō ("được gọi"), và tiếng Anh là loud.
Trong các nguồn thời trung cổ và đầu thời hiện đại được viết bằng tiếng Latin, người Slav thường được gọi là Sclaveni hoặc ngắn gọn hơn là Sclavi.

### Trích dẫn
1. ↑  Kirch, Aksel (tháng 6 năm 1992). "Russians as a Minority in Contemporary Baltic States". Bulletin of Peace Proposals. 23 (2). SAGE Publishing: 205–212. doi:10.1177/096701069202300212. JSTOR 44481642. S2CID 157870839.
2. ↑  Ramet, Pedro (1978). "Migration and Nationality Policy in Soviet Central Asia". Humboldt Journal of Social Relations. 6 (1). California State Polytechnic University, Humboldt: 79–101. JSTOR 23261898.
3. ↑  "Geography and ethnic geography of the Balkans to 1500". ngày 25 tháng 2 năm 1999. Bản gốc lưu trữ ngày 25 tháng 2 năm 1999.
4. ↑  Encyclopædia Britannica (ngày 18 tháng 9 năm 2006). "Slav (people) – Britannica Online Encyclopedia". Britannica.com. Truy cập ngày 18 tháng 8 năm 2010.
5. ↑  Kamusella, Tomasz; Nomachi, Motoki; Gibson, Catherine (2016). The Palgrave Handbook of Slavic Languages, Identities and Borders. London: Palgrave Macmillan. ISBN 978-1-137-34839-5.
6. ↑  Serafin, Mikołaj (tháng 1 năm 2015). "Cultural Proximity of the Slavic Nations". Academia. Bản gốc (PDF) lưu trữ ngày 22 tháng 7 năm 2020. Truy cập ngày 28 tháng 4 năm 2017.
7. ↑  Živković, Tibor; Crnčević, Dejan; Bulić, Dejan; Petrović, Vladeta; Cvijanović, Irena; Radovanović, Bojana (2013). The World of the Slavs: Studies of the East, West and South Slavs: Civitas, Oppidas, Villas and Archeological Evidence (7th to 11th Centuries AD). Belgrade: Istorijski institut. ISBN 978-86-7743-104-4.
8. ↑  Gasparov, Boris; Raevsky-Hughes, Olga (2018). Christianity and the Eastern Slavs, Volume I: Slavic Cultures in the Middle Ages (bằng tiếng Anh). Univ of California Press. tr. 120 & 124. ISBN 978-0-520-30247-1.
9. ↑  Stephen Barbour, Cathie Carmichael, Language and Nationalism in Europe, Oxford University Press, 2000, p. 199, ISBN 0-19-823671-9
10. ↑  Robert Bideleux; Ian Jeffries (tháng 1 năm 1998). A History of Eastern Europe: Crisis and Change. Psychology Press. tr. 325. ISBN 978-0-415-16112-1.
11. ↑  Procopius, History of the Wars,\, VII. 14. 22–30, VIII.40.5
12. ↑  Jordanes, The Origin and Deeds of the Goths, V.33.
13. ↑  Curta 2001, tr. 41–42, 50, 55, 60, 69, 75, 88.
14. Mallory & Adams "Encyclopedia of Indo-European Culture
15. Nystazopoulou-Pelekidou 1992: Middle Ages Lưu trữ ngày 27 tháng 12 năm 2007 tại Wayback Machine
16. Jordanes, The Origin and Deeds of the Goths, V. 35.
17. F. Kortlandt, The spread of the Indo-Europeans, Journal of Indo-European Studies, vol. 18 (1990), pp. 131–140. Online version, p. 4.
18. F. Kortlandt, The spread of the Indo-Europeans, Journal of Indo-European Studies, vol. 18 (1990), pp. 131–140. Online version, p. 3.
19. Maurice's Strategikon: handbook of Byzantine military strategy, trans. G.T. Dennis (1984), p. 120.
20. "Procopius, History of the Wars, VII. 14. 22–30". Clas.ufl.edu. Truy cập ngày 4 tháng 4 năm 2014.